# Kastell Kumpfmühl

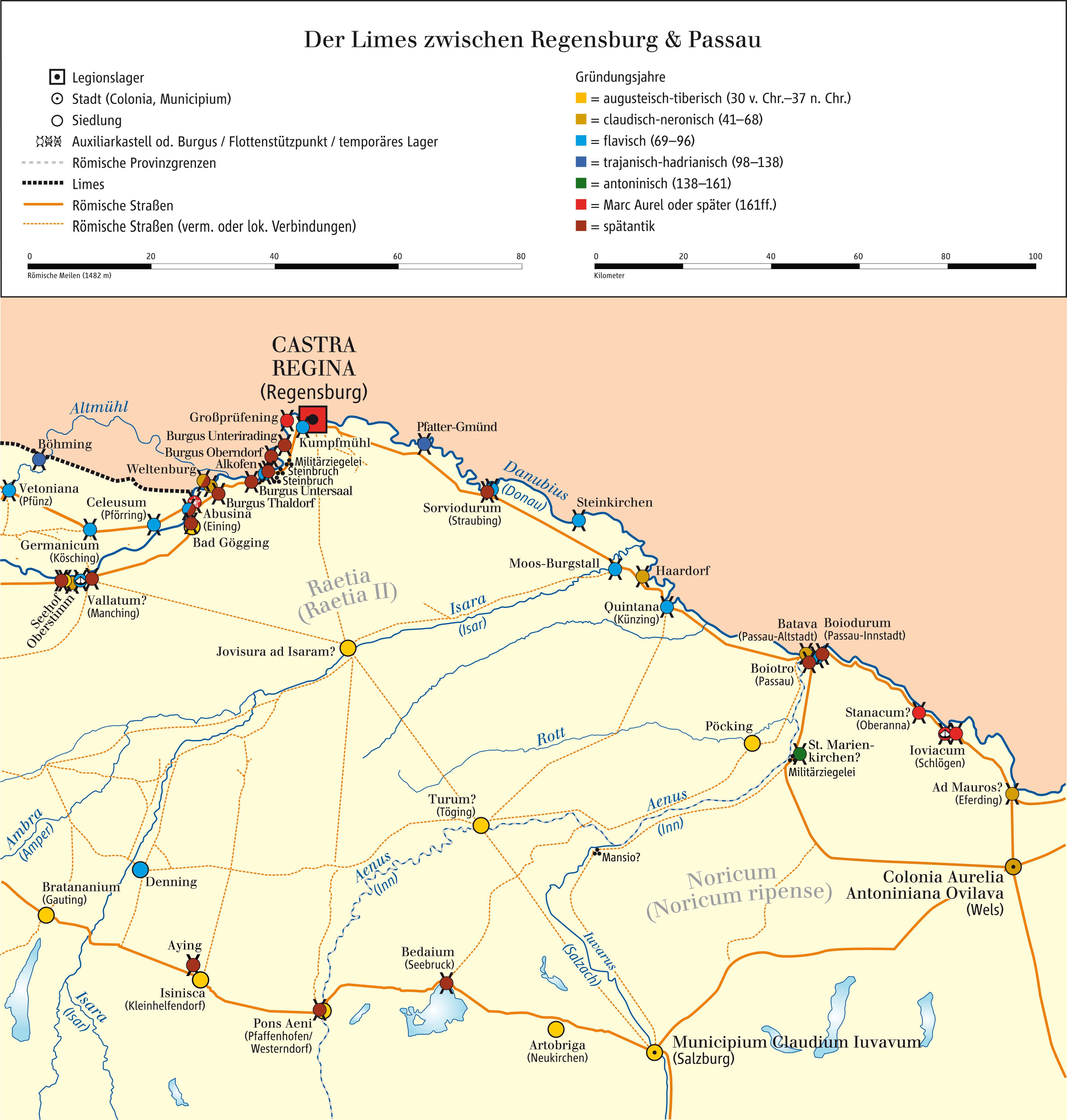
Die Lage des Kastells am rätischen Donaulimes

Das Kastell Kumpfmühl war ein römisches Kastell, das um 80 n. Chr. südlich außerhalb der heutigen Stadt Regensburg in erhöhter Lage in einem Wasserquellgebiet errichtet wurde und in den Markomannenkriegen, nach 171, spätestens um 175 n. Chr., zu Grunde ging. Die Reste des Kastells wurden aufgefunden im heutigen südlichen Regensburger Stadtbezirk Kumpfmühl-Ziegetsdorf-Neuprüll unmittelbar nördlich der etwas erhöht liegenden Kirche St. Wolfgang bei der Straße Am Kumpfmühler Kastell. 1989 wurde der Römische Münzschatz von Kumpfmühl gefunden.

## Lage und Umgebung
Das Kastell lag etwa 354 Meter über dem Meeresspiegel an einer Geländekante am nördlichen Hang des sog. Königsberges, der höchsten Erhebung im Ort Kumpfmühl, unmittelbar nördlich der dort nach 1930 erbauten Wolfgangskirche. Nach Süden hin steigt das Gelände für 1 km.weiterhin leicht zum Ziegetsberg hin an. Im Westen und im Osten ist der Königsberg-Hügel von zwei Talmulden eingerahmt. In der ca. 500 m östlich verlaufenden Talmulde floss und fließt noch heute der beim Kloster Prüll entspringende Vitusbach nach Norden in Richtung der Altstadt., Noch heute fließt der Bach dort offen im Bereich eines Kleingartens, ansonsten ist er unterirdisch verrohrt. Das Wasser des Vitusbachs, aber auch das Wasser weiterer Quellen im wasserreichen Gebiet der Umgebung von Kloster Prüll, wo es auch drei vom Vitusbach gespeiste größere Seen bzw. Teiche gab, könnten bei der Wasserversorgung des Kastells eine wichtige Rolle gespielt haben. 1885 war man auf umfangreiche Badeanlagen nördlich nahe dem Kastell gestoßen, etwa 300 m westlich der Karmeliten-Klosterkirche St. Theresia. Diese Badeanlagen wurden 1897 von Hugo Graf von Walderdorff ausgegraben und gut dokumentiert. Daraufhin vermutete Adolf Schmetzer, bis 1903 Leiter des Regensburger Stadtbauamts, dass der Vitusbach oder seine Abzweigungen die römische Badeanlage mit Wasser versorgt hätten. Diese Vermutung wurde aber wegen der zu großen Entfernung und wegen des nicht ausreichenden Gefälles als nicht möglich erachtet. Sehr viel wahrscheinlicher ist die Wasserversorgung der Badeanlage durch zwei Quellen im Bereich des ehemaligen nur 500 m südlich entfernten baumbewachsenen Gebiets an der heutigen Autobahnausfahrt Universität in Kumpfmühl. Diese Quellen speisten dort zwei Weiher und vereinten sich dann zu einem Bach, der zunächst nach Norden und entlang der Westmauer des römischen Kastells verlief und dann weiter nach Norden in Richtung des Ortes Prebrunn an der Donau, wo im Mittelalter Fischteiche und Ziegeleibetriebe entstanden. Der Bach führte reines Quellwasser, das auch als Trinkwasser nutzbar war. Grabungen 1974 konnten bestätigen, dass sowohl das Kastell als auch die zugehörigen Badeanlagen von diesem Bach versorgt wurden. Es ist sogar möglich, dass auch die Aussicht auf eine gute Wasserversorgung dazu geführt hat, dass das Kastell genau hier an diesem Ort erbaut wurde.
Die Lage des Kastells bot einen guten Blick auf die ca. 13 Meter tiefer gelegene Ebene mit der Donausüdstraße, auf die Donau mit der Mündung des Flusses Regen und erlaubte auch die Kontrolle der östlich benachbarten römischen Fernstraße, die von Süden her von Augsburg kommend, zunächst auf das Kastell zulief, unmittelbar vor dem Kastell abknickte und dann östlich am Kastell vorbeiführte. Damit konnten vom Kastell aus sowohl die wichtigsten Verkehrsrouten über Land als auch der Schiffsverkehr auf der Donau gut überwacht werden.

## Forschungsgeschichte
Entdeckt wurde das Kastell 1924 bei Grabungen unter Leitung des Landesamtes für Denkmalpflege von G. Steinmetz und P. Reinecke, nachdem sie zuvor systematisch nach einem vermuteten Vorgänger des Regensburger Legionslagers gesucht hatten. Im Rahmen von drei Grabungskampagnen in den Jahren 1924, 1925 und 1927 wurde es letztendlich mittels schmaler Suchgräben durch den örtlichen Grabungsleiter A. Langsdorff lokalisiert. Erfasst wurden die Wehrmauer, die Spitzgräben und der westliche Lagereingang. Mit Ausnahme von Notbergungen fanden am Kastell Kumpfmühl bis in die 1980er Jahre keine archäologischen Untersuchen mehr statt. Weitere Grabungen folgten 1982. Große Flächengrabungen fanden im Kastell Kumpfmühl bedingt durch die moderne Bebauung nie statt. Die bisherigen Forschungen in Kumpfmühl wurden schließlich von Andrea Faber bearbeitet und im Rahmen einer Dissertation 1994 veröffentlicht. Spätere Grabungen der 1990er Jahre erbrachten schließlich den Nachweis, dass sich das Kastell nach seiner letzten Bauphase noch 45 Meter weiter nach Westen hin erstreckte als vorher vermutet. Damit zeigte sich auch, dass der aufgefundene Schatz von Kumpfmühl nicht wie zunächst angenommen im vicus verborgen wurde, sondern im Kastell selbst.

## Kastell
Im Zuge der römischen Okkupation des Landes bis zur Donau (Provinz Raetia) wurde um die Jahre 79/81 ein Kastell eingerichtet, das die Grenze an der Donau deckte. Sein Name zur Römerzeit ist nicht bekannt. Wie andere Anlagen auch war es ursprünglich als Holz-Erde-Bau ausgeführt und wurde in trajanisch-frühhadrianischer Zeit in Stein ausgebaut sowie im Rahmen einer zweiten Steinbauperiode in den späten 120er oder 130er Jahren von 2,1 auf 2,8 ha erweitert.

### Holzbauphase
Da sie von der ersten Steinbauphase überlagert wird, ist von der Holzbauphase kaum etwas erhalten. Lediglich drei Pfostenlöcher von der West- und Nordseite des Kastells lassen sich sicher dem Holzbau zuordnen. Sie lagen unterhalb der Fundamentreste der späteren Steinmauer. Andere Holzbefunde an der Westseite, die zuvor als Teil der Kastellumwehrung gedeutet wurden, lassen sich dieser nun nicht mehr eindeutig zuweisen. Da sich ein Großteil der in den 1920er Jahren erforschten Befunde chronologisch nicht einordnen lässt, könnten sie auch Teil der Innenbebauung nach der Kastellerweiterung gewesen sein. Ob das Kastell in der Holzbauphase bereits über zwei Wehrgräben verfügte, ist nicht sicher. Nachgewiesen ist nur der Innere. Den Innenbauten der Holzbauperiode kann kein Befund sicher zugewiesen werden.

### Steinbauphase 1
Spätestens ab der ersten Steinbauphase war das Kastell von zwei Wehrgräben umgeben. Die Holz-Erde-Umwehrung wurde an Ort und Stelle durch eine Steinmauer ersetzt, die rundum nachgewiesen ist. An der Lagerwestseite konnten Reste des nordwestlichen Eckturmes erfasst werden. Das Kastell hatte in der Holzbauphase und in der ersten Steinbauperiode eine Innenfläche von ca. 2,1 ha (153 × 139 m).

### Steinbauphase 2
In der zweiten Steinbauperiode wurde das Kastell um ca. 45 m nach Westen erweitert auf eine Fläche von 2,8 ha (153 × 184 m). Im Zuge dessen wurden die beiden Wehrgräben im Westen mit den Bruchstücken der westlichen Kastellmauer verfüllt. Wiederverwendbares Material wurde entnommen und für die Erweiterung der Kastellmauer verwendet.
Auch für die Steinbauphasen gibt es kaum Hinweise auf die Innenbebauung des Kastells. Ein Großteil der Befunde lässt sich weder funktional noch chronologisch näher bestimmen. Eine Mauerecke im Zentrum des Kastells gehörte möglicherweise zur Vorhalle einer nach Osten ausgerichteten Principia in der zweiten Steinbauphase. Der zweiten Steinbauphase sind zudem zwei Keller zugehörig, die sich funktional allerdings nicht einordnen lassen.

## Vicus
Im Osten und Süden der Militäranlage entstand auf einer Fläche von ca. 20 ha eine zivile Ansiedlung (Vicus) mit Häusern aus Holz und Stein (Streifenhäuser) und den üblichen Gebäuden wie Rasthaus (mansio) und Kastellbad. Es gab Ziegeleien, Töpfereien und metallverarbeitende Werkstätten. Gräberfelder waren wie üblich an den Ausfallstraßen angelegt. Auf dem Bahngelände im Norden wurde der größte römische Friedhof in Deutschland entdeckt, in dem sich auch der Grabstein einer Sarmannina fand. Mit der Zeitstellung um 400 n. Chr. handelt es sich um die älteste bezeugte Christin Raetiens. Gleichzeitig entstand 1,5 km weiter nördlich, am rechten Ufer der Donau, eine andere Siedlung, die vermutlich zu einem weiteren Kastell gehörte, von dem bisher nichts gefunden werden konnte, weil es später vom zivilen Bereich des Legionslagers (Canabae legionis) überbaut wurde.

## Das Ende des römischen Kumpfmühl
Kastell wie zivile Siedlung gingen in den Markomannenkriegen (166–180 n. Chr.) unter. Dem Fundmaterial zufolge erfolgte die Zerstörung zwischen 171 und 175. Nach den Markomannenkriegen wurde das Kastell nicht wieder aufgebaut. Wiederverwendbares Baumaterial wurde später systematisch abgetragen und beim Bau des Regensburger Legionslagers verwendet. Nach der Zerstörung des Kastells lassen sich lediglich vereinzelte Besiedlungsspuren im vicus fassen, die wahrscheinlich zu villae rusticae gehören.

## Truppe
Belegt war das Kastell, wie durch Inschriften und Ziegelstempel nachgewiesen ist, von wechselnden Auxiliareinheiten, von denen die Cohors III Britannorum equitata (3. teilberittene Kohorte der Briten) und die zwischen 107 und 116 aus dem obergermanischen Kastell Arnsburg nach Rätien verlegte Cohors II Aquitanorum equitata (2. teilberittene Kohorte der Aquitanier) bekannt sind, Einheiten von knapp 500 Mann, die zu etwa einem Viertel aus Kavallerie bestanden. Es wird angenommen, dass die Aquitanier bis zum Untergang des Kastells in den Markomannenkriegen vor Ort blieben. Möglicherweise baute diese Einheit im Anschluss das Kastell Dambach aus.
Ein in Kumpfmühl entdeckter Ziegelstempel der Cohors III Thracum civium Romanorum equitata bis torquata ist wahrscheinlich aus heute nicht mehr nachvollziehbaren Gründen alleine oder auch mit einer Bauabteilung der Herstellereinheit dorthin gelangt. Die Thraker lagen bis in die ersten Jahrzehnte des 2. Jahrhunderts in dem südlicher gelegenen Donaukastell Künzing.

## Der Schatz von Kumpfmühl
Hauptartikel: Römischer Münzschatz von Kumpfmühl
Im Jahr 1989 wurde bei Bauarbeiten im Westen des ehemaligen Kastells Kumpfmühl ein Depotfund aufgedeckt, der sich als der größte Fund an Münzen in Süddeutschland erwies. Insgesamt gehören zum Fund:
ein Bronzekessel, in dem die übrigen Gegenstände sorgfältig verstaut waren
vier schwere goldene Fingerringe
zwei goldene Anhänger, radförmig bzw. halbmondförmig
ein silbernes Miniaturgefäß
zwei silberne Halsketten
ein Paar Armringe aus Silberblech
ein Paar Kolbenarmringe aus Silber
ein Paar Flügelfibeln aus versilbertem Bronzeblech, Herkunft: Noricum-Pannonien
Münzen: 25 Aurei, 610 Denare, zwei Asse, ein Quadrans
Es handelt sich offenbar um einen Familienschatz, etwa eines Offiziers und seiner Frau, der geradezu ein Musterbeispiel für einen römischen Versteckfund ist: wertvolles persönliches Eigentum (Geld und Schmuck) wurden sorgfältig, nicht in panischer Eile innerhalb des befestigten Lagers verborgen, offenbar gedacht als längerfristige Sicherung.
Wie üblich ist die Datierung des Fundes anhand der Münzen möglich, während die geringen Keramikfragmente keine nähere zeitliche Eingrenzung ermöglichen. Die sog. Schlussmünzen, denen man das späteste Datum der Erstprägung zuordnen kann, sind acht typengleiche, sogar weitgehend stempelidentische Denare des Kaisers Mark Aurel von 166, die prägefrisch erhalten waren. Sie sind offenbar nie im Umlauf gewesen, sondern „ziemlich unmittelbar nach der Emission im Jahr 166 in den Boden gekommen“. Gerade die sofortige Sicherung dieser Münzen zeigt an, dass die Zerstörung des Kastells nicht unmittelbar der Sicherung der Münzen gefolgt sein muss.

## Denkmalschutz
Das Kastell Kumpfmühl und die erwähnten Anlagen sind geschützt als eingetragene Bodendenkmale im Sinne des Bayerischen Denkmalschutzgesetzes (BayDSchG). Nachforschungen und gezieltes Sammeln von Funden sind erlaubnispflichtig, Zufallsfunde sind den Denkmalbehörden anzuzeigen.